# Knappcell

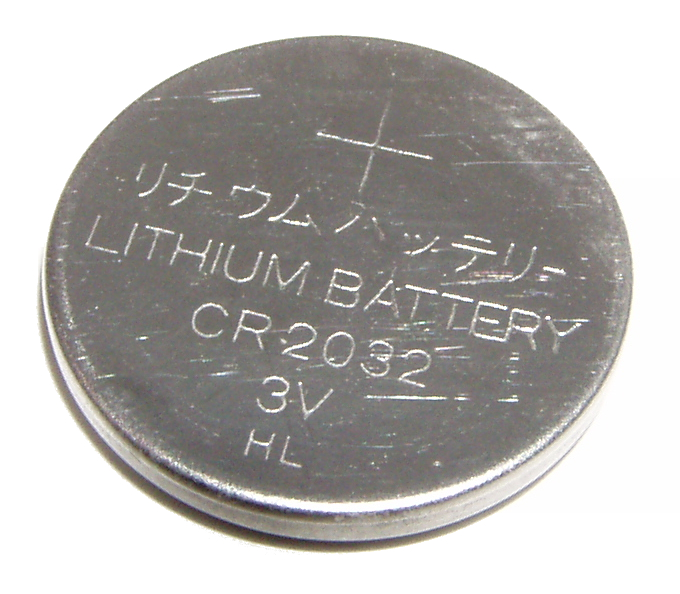
En knappcell av typen CR2032.

En knappcell är ett batteri som liknar en knapp, tillverkat i metall. Dessa batterier finns i ur, fjärrmanöverdon, bilnycklar (centrallåset), räknedosor och en mängd andra saker. Ibland kostar utbytesknappcellen mer, eller lika mycket, i inköp som den ursprungliga produkten. Det kan innebära ett problem, konsumenten byter inte batteriet utan köper en helt ny enhet och kastar den gamla. I ett sådant fall bör man plocka ut battericellen, och returnera den för återvinning, innan man slänger den gamla enheten.

## Identifiering av cellen
Knappceller identifieras med beteckningar inslagna i metallen. Det finns en mängd av dessa celler och långt fler beteckningar. På Internet finns ekvivalenttabeller, där kan men se vilka olika celler som har gemensamma mått och prestanda.
Ett exempel på beteckning är CR2025, som är ett 3-voltsbatteri. De första två siffrorna är vilken diameter batteriet har (i detta fall 20 mm i diameter.) De sista två beskriver höjden (i detta fall 2,5 mm). CR2025 är beteckningen enligt IEC medan samma batteri betecknas som 5003LC av ANSI. Andra batterier kan ha betydligt fler beteckningar, till exempel batteriet av IEC namngivet som SR57 (9,5 × 2,7 mm) kallas av vissa tillverkare för SR927SW, andra kallar det 395 medan ytterligare andra har helt egna beteckningar (V395 hos Varta, D395 hos Duracell).

## Att mäta på en knappcell
För att mäta diametern på en knappcell kan man klara sig hjälpligt med ett måttband, eller mycket försiktig användning av ett normalt metallskjutmått. Men för att mäta höjden behövs ett skjutmått i plast. Ett plastskjutmått kortsluter inte cellen, som ett metallskjutmått gör. Alternativt skjuter man in ett tunt papper som isolation mellan knappcellen och metallskjutmåttet.

## Hörapparater

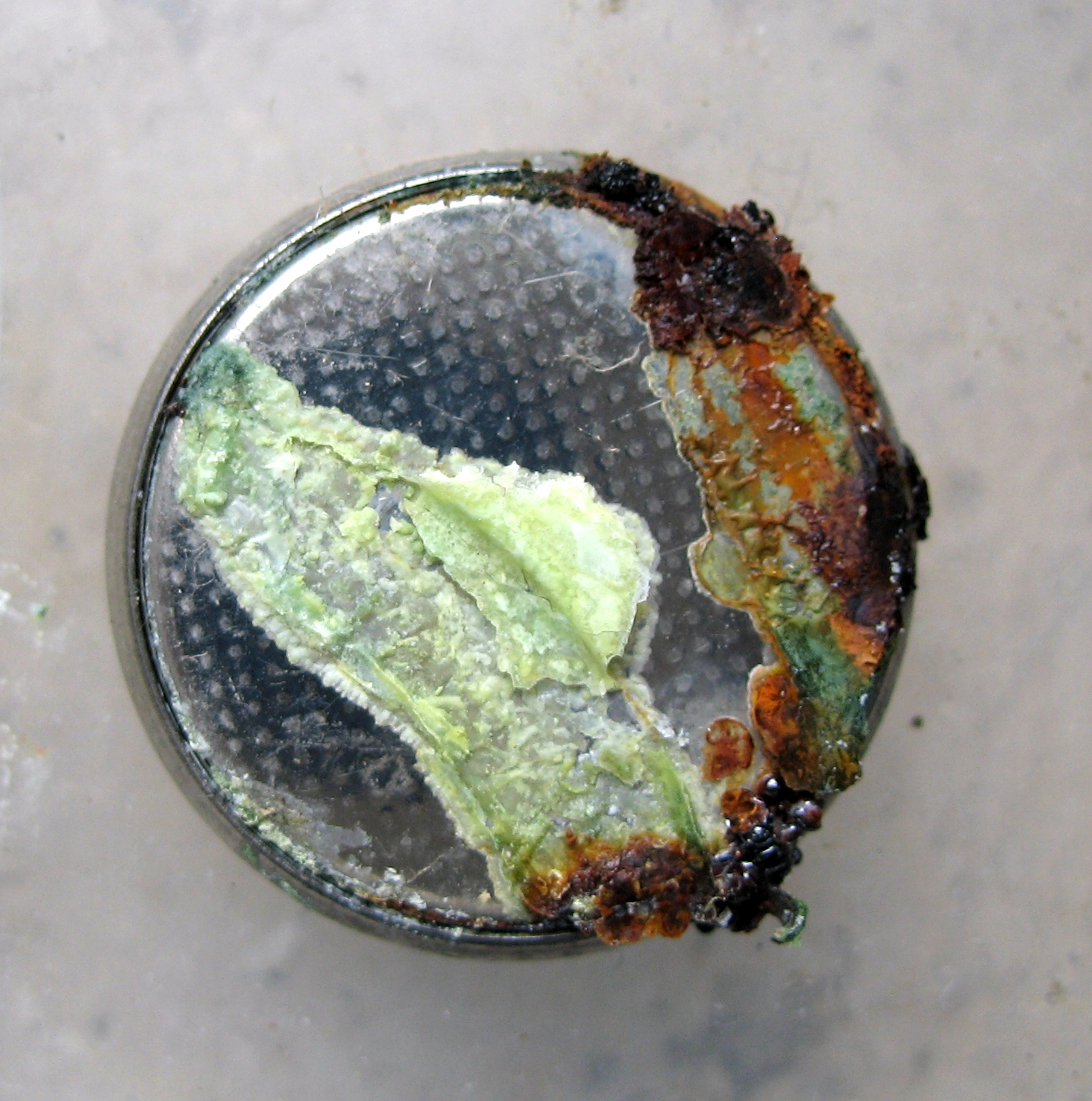
Batteri som har läckt

Hörapparater använder ofta knappceller med zink-luft. Normalt med 1,4 V. Dessa knappceller startas när en plastfilm tas bort och luft kommer in i cellen. 

## Insamling av knappceller
Knappceller tillhör en grupp produkter som kan samlas in på en återvinningsstation efter användandet. 2009 tillverkas tre stora grupper av knappceller: silveroxid, litiumbatterier och alkaliska. Ibland talas det också om litium-/alkaliska knappceller.
Trots att kvicksilver nu är förbjudet i batterier i Sverige och många andra länder så förekommer det av tekniska skäl fortfarande i de flesta knappceller. Vissa företag köper förbrukade knappceller för att utvinna silvret.